# Christoph Spycher
Christoph Spycher (* 30. März 1978 in Wolhusen) ist ein ehemaliger Schweizer Fussballspieler. Seine Position war in der linken Defensive, er konnte aber auch auf der linken Aussenbahn im Mittelfeld eingesetzt werden. Spycher war nach seiner aktiven Karriere zuerst Talentmanager, ab 2016 Sportchef bei den Berner Young Boys und ist seit Mai 2022 Mitglied der Geschäftsleitung und Delegierter Sport des Verwaltungsrats.

## Karriere

### Vereine

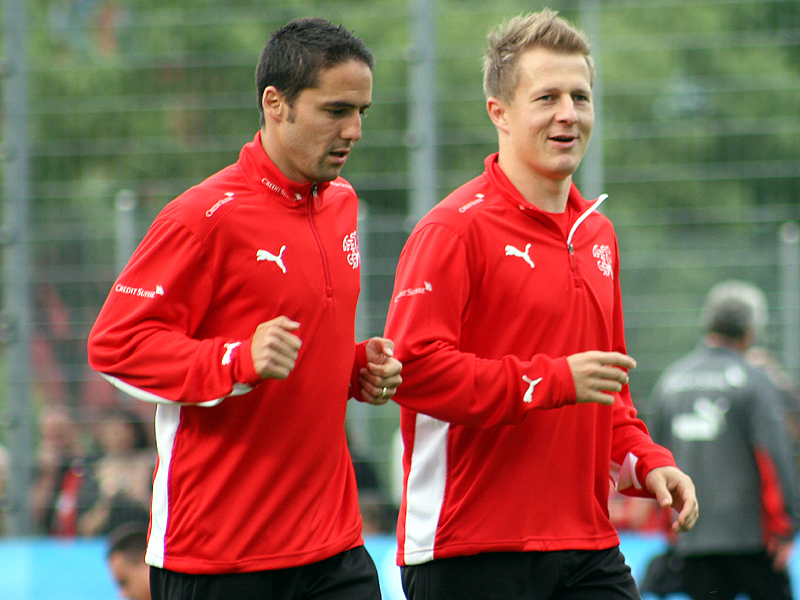
Ricardo Cabanas und Spycher in einem Trainingslager vor der Europameisterschaft 2008

Spycher wuchs in Oberscherli in der Gemeinde Köniz auf und besitzt die Matura. Sein grosses Idol ist Zinédine Zidane. In seiner Jugend spielte er für den FC Sternenberg, SC Bümpliz 78 und FC Münsingen. Seine Laufbahn als Profifussballer begann er 1999 beim FC Luzern, bei dem er bis 2001 blieb. Daraufhin wechselte er zum Grasshopper Club Zürich, mit dem er 2003 Schweizer Meister wurde. Insgesamt bestritt er bis dahin 137 Spiele in der Super League, davon 61 für Luzern und 76 (fünf Tore) für den Grasshopper Club Zürich.
Zur Saison 2005/06 wechselte er zum deutschen Erstligisten Eintracht Frankfurt, bei dem er Stammspieler wurde. Am 24. April 2008 verlängerte Spycher seinen Vertrag bei Eintracht Frankfurt um zwei Jahre bis zum 30. Juni 2010. In der Spielzeit 2009/10 fungierte er als Captain der Eintracht und darüber hinaus als Mitglied im Mannschaftsrat. Er galt bei Eintracht Frankfurt als verlängerter Arm des Trainers auf dem Spielfeld.
Im April 2010 schloss der BSC Young Boys einen Dreijahresvertrag mit Spycher ab. Mit den Bernern absolvierte er 99 Meisterschaftsspiele, zuletzt meist als Captain, und erzielte dabei sieben Tore. Im Mai 2014 gab er seinen Rücktritt bekannt. Am 18. Mai 2014 wurde er beim 2:0-Sieg gegen den FC St. Gallen verabschiedet. Er war danach Talentmanager, bevor er im September 2016 die Nachfolge von Fredy Bickel als Sportchef bei YB antrat. Im Mai 2022 wurde er zum Mitglied der Geschäftsleitung und Delegierten Sport des Verwaltungsrats befördert. Sein Nachfolger als Sportchef wurde Steve von Bergen.

### Nationalmannschaft
Spycher spielte seit 2002 für die Schweizer Fussballnationalmannschaft und nahm mit ihr an der Europameisterschaft 2004 in Portugal teil, bei der er in allen Spielen eingesetzt wurde. Er bekam von allen Schweizer Spielern bei diesem Turnier die besten Noten der Kritiker und sagte selbst: «Ich kann zufrieden mit meinen Leistungen an der EM sein. Trotzdem wäre es schöner gewesen, wenn wir erfolgreicher abgeschnitten hätten.» Die Schweiz schied nach zwei Niederlagen gegen England und Frankreich und einem Remis gegen Kroatien in der Vorrunde als Gruppenletzter aus. Spycher wurde auch in den Vorrundenspielen der Weltmeisterschaft in Deutschland 2006 gegen Südkorea eingesetzt. Bei der Europameisterschaft 2008 in Österreich und der Schweiz stand er erneut im Aufgebot der Schweiz, kam aber nicht zum Einsatz. Nach der Weltmeisterschaft 2010 in Südafrika wollte Spycher seine Nationalmannschaftskarriere beenden. Da er jedoch infolge einer Verletzung nicht teilnehmen konnte, beendete er seine Nationalmannschaftskarriere schon vorher.

## Titel und Erfolge
Grasshopper Club Zürich
- Schweizer Meister 2003

## Trivia
Vor allem in der Schweiz ist Spycher auch unter dem Spitznamen «Wuschu» bekannt.